# Traqueobronquitis
La traqueobronquitis es la inflamación de la tráquea y los bronquios. Se caracteriza por tos, fiebre y esputo purulento (que contiene pus), y en consecuencia sugiere la posibilidad de neumonía. Está clasificada como una infección del tracto respiratorio.
Con frecuencia, la traqueobronquitis es una infección hospitalaria. Se suele adquirir en unidades de cuidados intensivos y se asocia con el uso de ventiladores mecánicos y con la necesidad de insertar un tubo endotraqueal. En estos casos se denomina traqueobronquitis asociada a ventilación mecánica. La infección se inicia en la tráquea, donde se forman colonias que se esparcen hacia los bronquios.
El aumento característico del esputo producido puede ocasionar problemas para retirar el tubo endotraqueal (extubación). Las infecciones traqueobronquiales son la causa de hasta el 80 % de los agravamientos de enfermedades obstructivas pulmonares crónicas.

## Causas
La traqueobronquitis asociada a ventilación mecánica es una infección hospitalaria que se suele contraer en una unidad de cuidados intensivos cuando se utiliza un ventilador mecánico. La inserción de un tubo endotraqueal puede causar una infección en la tráquea que se coloniza y se esparce hacia los bronquios. En caso de una posterior propagación y desarrollo a los pulmones, puede dar lugar a una neumonía asociada a la ventilación mecánica. Se recomienda el uso de antibióticos para evitar este desarrollo, pero solo como una medida a corto plazo, ya que algunos de los patógenos implicados ya presentan una elevada resistencia a los antibióticos. Sin embargo, la evolución hacia una neumonía no siempre se produce. 
La traqueobronquitis fúngica puede invadir el tejido pulmonar o la arteria pulmonar y causar una infección pulmonar severa. La mucosidad adicional secretada como consecuencia de la traqueobronquitis tapona las vías respiratorias, lo que permite que los patógenos fúngicos se alojen y se multipliquen. Los daños locales a la pared traqueal causados por la ventilación mecánica suponen un factor de riesgo para ello. Esta infección puede dar lugar a una insuficiencia respiratoria.
La traqueobronquitis herpética está causada por el virus del herpes simple y provoca la formación de pequeñas úlceras cubiertas de exudaciones en las membranas mucosas. La exudación contiene células necróticas procedentes del epitelio mucoso.
El aumento característico del esputo producido puede ocasionar problemas para retirar el tubo endotraqueal (extubación). En el curso de la fibrosis quística, los pulmones resultan afectados. Las vías respiratorias se bloquean con secreciones mucosas espesas, lo que facilita la infección. La recurrencia de la traqueobronquitis supone un problema grave.
Las infecciones traqueobronquiales son responsables del 80 % de los casos de agudización de enfermedades pulmonares obstructivas crónicas.

## En perros
La traqueobronquitis afecta con frecuencia a los perros, en especial a los confirmados en perreras. En estos casos, los ladridos persistentes empeoran la inflamación. La traqueobronquitis infecciosa canina se suele denominar tos de las perreras.